# 961
961 (CMLXI) je bilo navadno leto, ki se je po julijanskem koledarju začelo na torek.

## Dogodki
- 1. januar

## Rojstva
- Peter II. Orseolo, beneški dož († 1009)

## Smrti
- 15. oktober - Abd Al Rahman III., omajadski kalif Kordove (* 889)